# Guesnain
Guesnain ist eine französische Gemeinde mit 4645 Einwohnern (Stand: 1. Januar 2022) im Département Nord in der Region Hauts-de-France. Sie gehört zum Arrondissement Douai und zum Kanton Aniche. Die Bewohner werden Guesninois und Guesninoises genannt.

## Geographie
Die Gemeinde Guesnain liegt im Nordfranzösischen Kohlerevier, sechs Kilometer südöstlich des Stadtzentrums von Douai. Umgeben wird Guesnain von den Nachbargemeinden Dechy im Westen und Norden, Montigny-en-Ostrevent im Nordosten, Loffre im Osten, Lewarde im Südosten und Roucourt im Süden.
Mehrere Buslinien der Gesellschaft évéole (Transport du Douasis) und die frühere Route nationale 45 (heutige Départementstraße 645) erschließen die Gemeinde.

## Geschichte
Nahe der heutigen Kirche fanden sich Gräber aus der Merowingerzeit. Später wird der Ort erstmals in den Büchern der Abtei von Maubeuge erwähnt.
Die Gemeinde hat eine Bergbautradition. Seit 1865 wurde hier Steinkohle, insbesondere in der Zeche Saint-René, abgebaut. 1953 wurde die Zeche geschlossen; in den 1960er-Jahren wurde der Betrieb gänzlich eingestellt. Seit 2012 ist das Areal Teil des Weltkulturerbes Nordfranzösisches Kohlebecken.

### Bevölkerungsentwicklung
| Jahr      | 1928 | 1931 | 1936 | 1946 | 1954 | 1962 | 1968 | 1975 | 1982 | 1990 | 1999 | 2006 | 2011 | 2020 |
| Einwohner | 2841 | 3041 | 3201 | 3564 | 4298 | 4790 | 4702 | 4703 | 5076 | 5048 | 4882 | 4663 | 4715 | 4667 |

## Sehenswürdigkeiten
- Kirche Sainte-Aldegonde, erbaut Mitte des 19. Jahrhunderts
- Rathaus, früheres Verwaltungsgebäude der Brauerei
- Reste der alten Brauerei aus dem 19. Jahrhundert
- Gefallenendenkmal

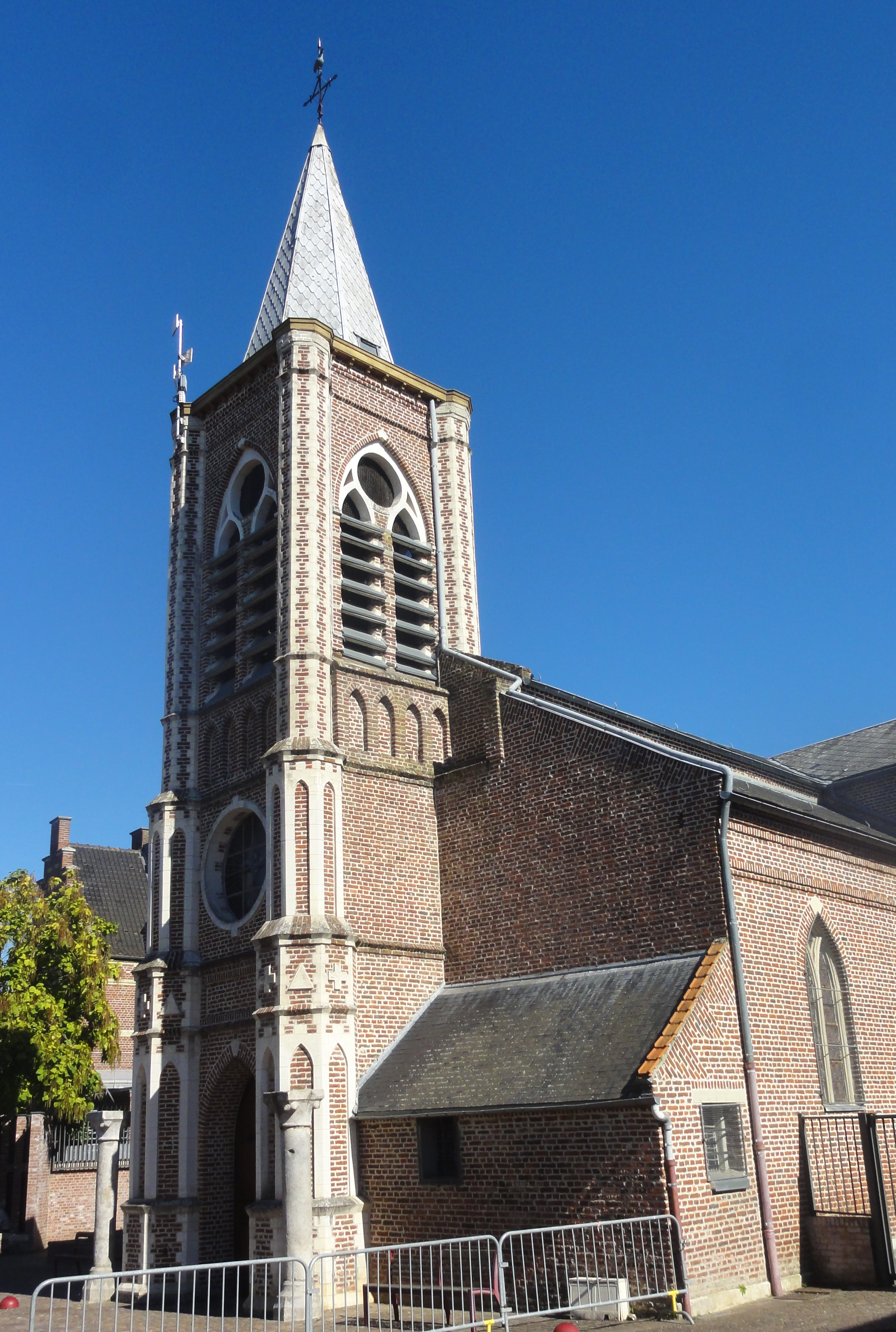
Kirche Sainte-Aldegonde
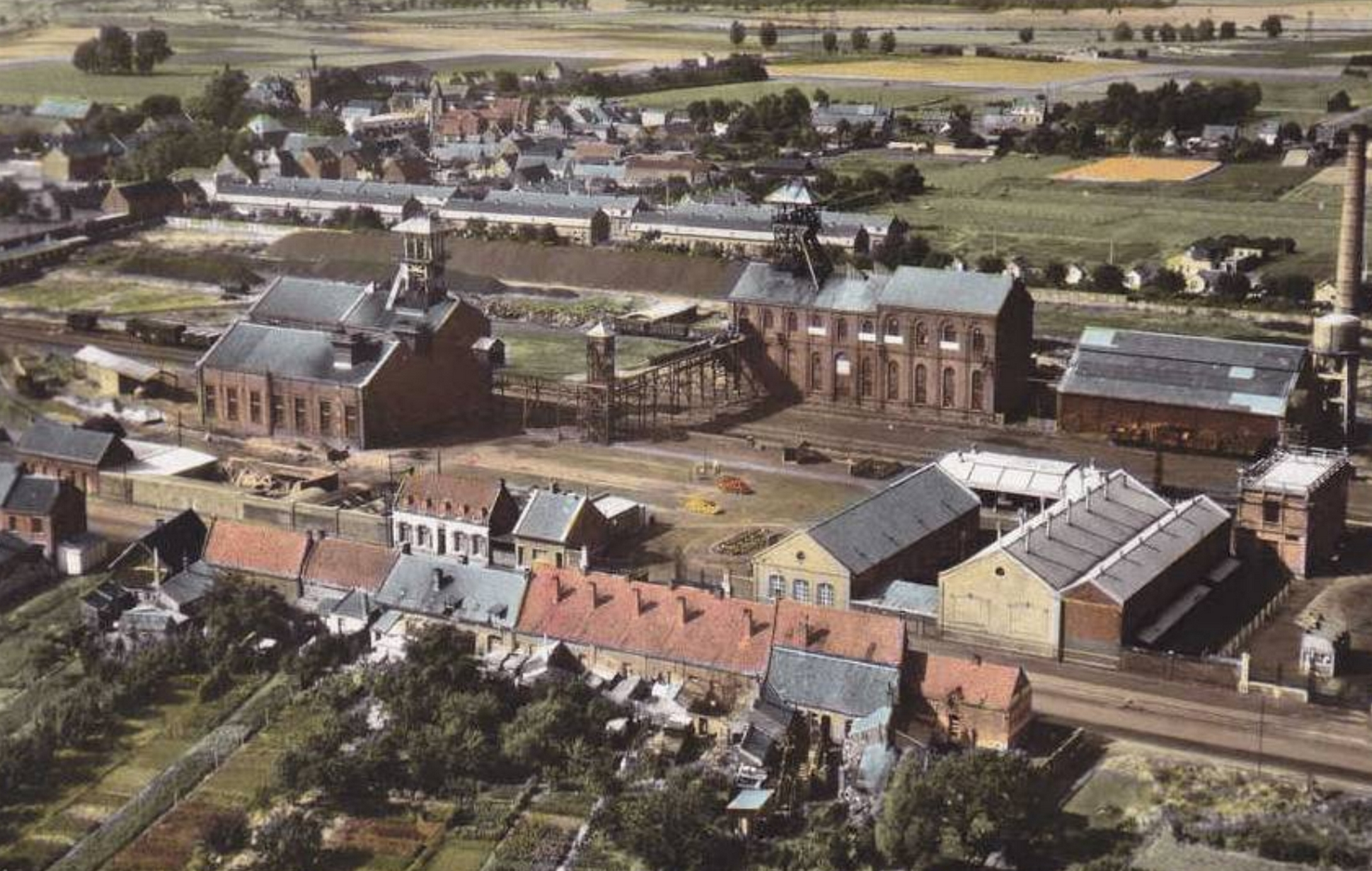
Zeche Saint-René um 1960
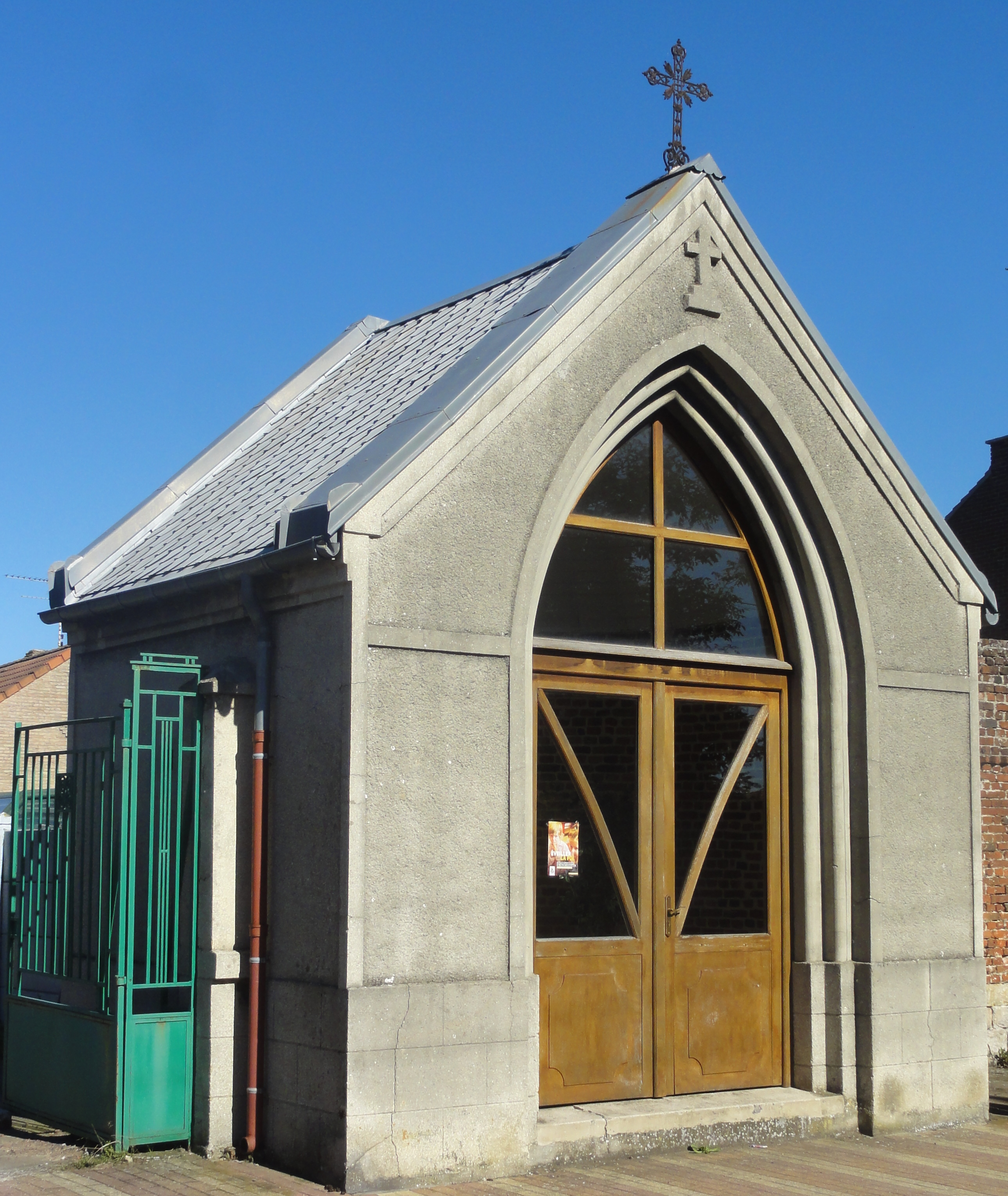
Kapelle Notre-Dame de Grâce
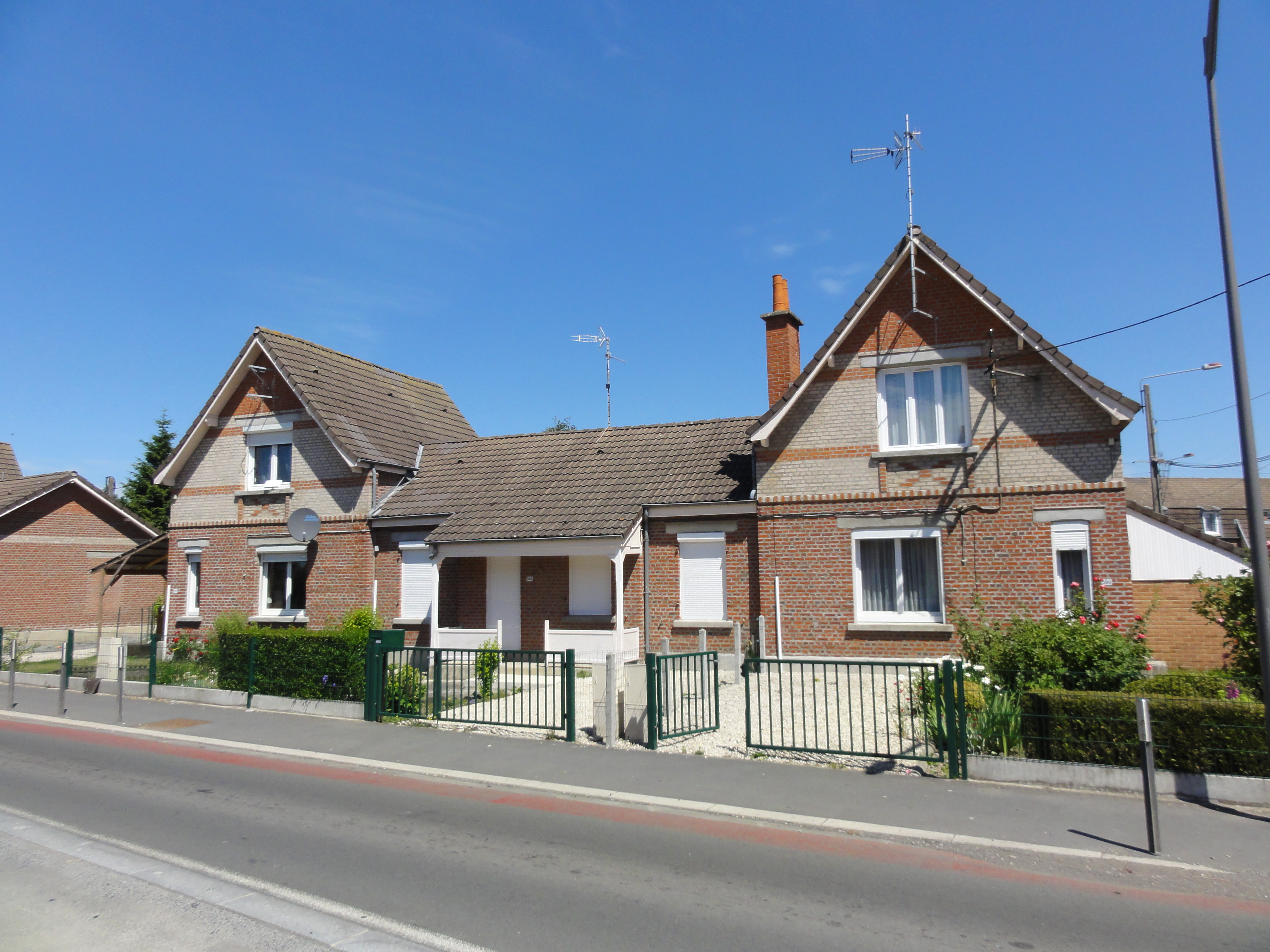
Typische Häuser der Bergarbeitersiedlung Cité de la Fosse Saint-René
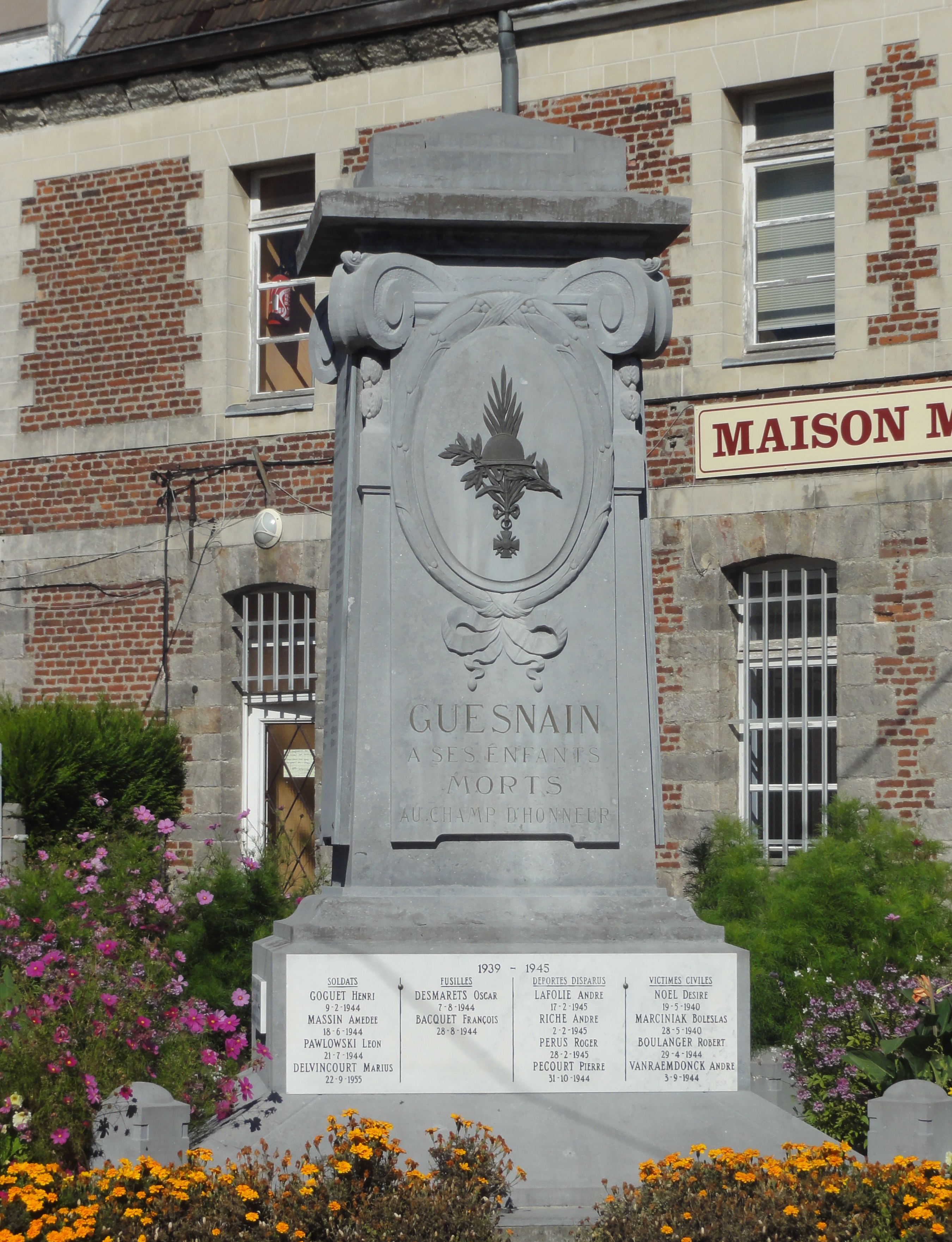
Gefallenendenkmal

## Persönlichkeiten
- Jan Chtiej (* 1937), französisch-polnischer Radrennfahrer, geboren in Guesnain